# Балаж Ладаньї
Бала́ж Лада́ньї (угор. Ladányi Balázs; народився 6 січня 1976, Дунауйварош, Угорщина) — угорський хокеїст, лівий крайній нападник. Наразі виступає за «Альба Волан» (Секешфехервар). У складі національної збірної Угорщини провів 152 матчі; учасник чемпіонатів світу 1995 (група C), 1996 (група C), 1997 (група C), 1998 (група C), 1999 (група B), 2000 (група C), 2001 (дивізіон I), 2002 (дивізіон I), 2003 (дивізіон I), 2004 (дивізіон I), 2005 (дивізіон I), 2006 (дивізіон I), 2007 (дивізіон I), 2008 (дивізіон I), 2009, 2010 (дивізіон I) і 2011 (дивізіон I). У складі молодіжної збірної Угорщини учасник чемпіонатів світу 1993 (група C), 1994 (група C) і 1995 (група C). У складі юніорської збірної Угорщини учасник чемпіонатів Європи 1992 (група C), 1993 (група B) і 1994 (група B).
Виступав за «Дунаферр» (Дунауйварош)/«Дунауйварош», «Уйпешт» (Будапешт), «Бріансон», «Альба Волан» (Секешфехервар).